# マイケル・ホートン (ウイルス学者)
マイケル・ホートン（英語: Sir Michael Houghton、1949年 - ）は、イギリスのウイルス学者。アルバータ大学教授。C型肝炎、D型肝炎遺伝子の発見で知られ、2020年にはノーベル生理学・医学賞をハーベイ・オルター、チャールズ・ライスとともに受賞した。

## 経歴
1949年、イギリス生まれ。17歳の頃、ルイ・パスツールの伝記を読んで微生物学者を志すようになった。1972年にイースト・アングリア大学を卒業し、次いで1977年にはキングス・カレッジ・ロンドンで生化学のPhDを取得した。
G.D. サール・アンド・カンパニーに就職ののち、1982年にはChiron Corporationにうつる。この時、Qui-Lim ChooやGeorge Kuo、Daniel W. Bradley（アメリカ疾病予防管理センター出身）と知り合う。そしてこの研究仲間とともに1989年にC型肝炎ウイルスを発見した。また1986年にはD型肝炎ウイルスの遺伝子も発見している。
1989年と1990年に出版された、被輸血者を含む、特に罹患リスクの高い患者の血中における抗Ｃ型肝炎ウイルス抗体を特定する研究論文の共同執筆者となった。この研究によって1990年に血液検査の発展が見られ、1992年にカナダで始まったものはより精度の高い検査によって、Ｃ型肝炎ウイルスに汚染された血液を取り除くことができるようになった。こうして血中のＣ型肝炎ウイルスを検知するための診断用試薬が飛躍的に向上し、輸血によるC型肝炎感染の確率は3分の1から約200万分の1へと下がった。この抗体検査によってアメリカだけでも一年に4万件の新規感染を防いでおり、世界全体で見たらさらに多いだろうと推定されている。また同じ時期に発表された研究では、ホートンと共同研究者たちはＣ型肝炎と肝臓がんを結びつけて考えていた。
2013年にはアルバータ大学のホートンのチームはC型肝炎ウイルスの単一株に由来するワクチンは同ウイルスのすべてのウイルス株に有効であることを明らかにした。2020年の段階でワクチンは非臨床試験の段階にある。

## 受賞歴
- 1992年 – カール・ラントシュタイナー記念賞[20]
- 1993年 – ロベルト・コッホ賞[21]
- 1994年 – ウィリアム・ボーモント賞[22]
- 2000年 – ラスカー・ドゥベーキー臨床医学研究賞[23]
- 2013年 – ガードナー国際賞（「二人の同僚、Qui-Lim ChooとGeorge Kuoを差し置いて私がこの賞を受賞するのは不公平に感じる」と述べ、10万カナダドルの賞金とともに受賞を辞退）[24][25]
- 2019年 – 母校、イースト・アングリア大学から名誉学位授与[26]
- 2020年 – ノーベル生理学・医学賞[27][3]